# Татищево (Челябинская область)
Татищево  — село в Карталинском районе Челябинской области России. Входит в состав Великопетровского сельского поселения.

## География
Через село протекает река Нижний Тогузак и ручей Солёный. Расстояние до районного центра города Карталы 42 км.

## История
В 1913 году посёлок Слотовский Великопетровской станицы переименован в Ново-Татищевский в честь тайного советника Татищева бывшего в 1730-х годах Оренбургским губернатором.
Село выросло на месте поселка Ново-Татищевского, основанного в 1902 году на дополнительном наделе станицы Татищевской Оренбургской губернии, свободных землях Оренбургского казачьего войска. 
Зимой 1929/30 годов организован колхоз «Красный боец».

## Население
| 2002 | 2010 |
| ---- | ---- |
| 244  | ↘156 |

## Улицы
- Горького,
- Мира,
- Набережная,
- Октябрьская,
- Пушкина,
- Свободы,
- Труда,
- Чкалова.

## Инфраструктура
- Начальная школа,
- фельдшерско-акушерский пункт.